# L'Home Brut
L'Home Brut és un grup de música que naix a la Vall Farta, Ribera Alta del Xúquer (València) l'any 2014.
Conreen des del rock alternatiu fins a l'indie més ballable. El seu primer treball va estar nominat als premis Ovidi Montllor de 2015 en la categoria de millor maqueta.
El seu primer llarga durada, Cants de balena, és un àlbum introspectiu i dens, finançat gràcies al micromecenatge.
En 2018 versionen el tema Batiscafo Katiuscas, del grup mallorquí Antònia Font. Aquesta versió serveix per a acomiadar la gira de Cants de balena, alhora que per a anunciar el pròxim disc del grup.
Són semifinalistes de l'edició 2018 del concurs Sona9.

## Discografia
Àlbums
- L'Home brut (EP, autoedició, 2014)
- Cants de balena ("feat. Tony Hurtado", Mésdemil, 2016)[6]
- Llums del Nord (Primavera d'Hivern, 2019)[7]

Senzills
- «Dimecres» (Mésdemil, 2017)[8]
- «Batiscafo Katiuscas» (2018)
- «Hereus del gat» (2019)
- «Equidistància» (2019)
- «Hem sigut nosaltres» (2019)
- «Odol Hotzean» (2020)
- «Magre» (en directe, 2021)[9]
- «Prohibido jugar al balón, (pos mos droguem)» (2024)